# Скиннер, Каллум
Каллум Скиннер (англ. Callum Skinner; род. 20 августа 1992, Глазго) — британский трековый велогонщик, олимпийский чемпион и призёр Игр 2016 года, чемпион Европы 2014 года, призёр Игр Содружества 2018 года.

## Биография
Каллум Скиннер родился в Глазго в 1992 году. В 12 лет он переехал в Брунтсфилд. С 2004 года начал заниматься велоспортом. В 2008 году стал чемпионом Великобритании среди молодёжи. В 2010 году Скиннер присоединился к академии велоспорта Великобритании. В 2011 году британский спортсмен стал двукратным призёром чемпионата Европы до 23 лет. Игры 2012 года Скиннер пропустил из-за болезни. В октябре 2012 года Каллум стал бронзовым призёром чемпионата Европы в командном спринте. В 2014 году он завоевал золото европейского первенства в гите на 1 км.
В августе 2016 года Скиннер принял участие в летних Олимпийских играх в Рио-де-Жанейро. В квалификационном раунде командного спринта Скиннер вместе с Джейсоном Кенни и Филипом Хайндсом установил новый олимпийский рекорд (42,562). В первом раунде британцы немного уступили новозеландским велогонщикам, показавшим новое лучшее олимпийское время (42,535), однако в финале британцы вновь смогли превзойти лучший олимпийский результат (42,440) и стали обладателями золотых медалей. Индивидуальный спринт начался для Скиннера с очередного олимпийского рекорда (9,703), который вскоре был побит его партнёром по сборной Джейсоном Кенни (9,551). В первых двух раундах основного этапа соревнований Скиннер опередил австралийца Патрика Констейбла, а в четвертьфинале китайца Сюй Чао. В полуфинале британец дважды смог опередить ещё одного австралийца Мэттью Глетцера. В финале Скиннеру противостоял Кенни, который уверенно выиграл оба заезда, оставив Каллума с серебряной медалью.
Следующую награду Скиннер завоевал в 2018 году, выступив в составе сборной Шотландии на Играх Содружества и став бронзовым призёром в гите на 1 км. В 2019 году Скиннер объявил о завершении карьеры.